# Championnat d'Oman de football 1998-1999
Navigation
Saison précédente Saison suivante
La saison 1998-1999 du Championnat d'Oman de football est la vingt-troisième édition de la première division au sultanat d'Oman, l'Oman League. Elle rassemble les dix meilleurs clubs du pays au sein d'une poule unique où ils s'affrontent à deux reprises, à domicile et à l'extérieur. En fin de saison, les deux derniers du classement sont relégués et remplacés par les deux meilleurs clubs de deuxième division.
C'est le Dhofar Club qui remporte le championnat cette saison après avoir terminé en tête du classement final, avec sept points d'avance sur Al Nasr Salalah et Al-Suwaiq, l'un des deux clubs promus. C'est le septième titre de champion d'Oman de l'histoire du club, qui réussit même le doublé en s'imposant en finale de la Coupe du Sultan Qaboos face à Al Nasr.

## Les clubs participants
| - Sur Club - Al-Suwaiq - Promu de D2 - Dhofar Club - Fanja Club - Promu de D2 - Sohar Club | - Al Nasr Salalah - Al-Ittihad Club - Al-Seeb Sports Club - Al Oruba Sur - Oman Club |

## Compétition
Le barème de points servant à établir le classement se décompose ainsi :
- Victoire : 3 points
- Match nul : 1 point
- Défaite : 0 point

### Classement
| Rang | Équipe              | Pts | J  | G  | N  | P | Bp | Bc | Diff |
| ---- | ------------------- | --- | -- | -- | -- | - | -- | -- | ---- |
| 1    | Dhofar ClubC        | 34  | 18 | 10 | 4  | 4 | 29 | 21 | +8   |
| 2    | Al Nasr SalalahT    | 27  | 18 | 6  | 9  | 3 | 29 | 23 | +6   |
| 3    | Al-SuwaiqP          | 27  | 18 | 7  | 6  | 5 | 25 | 23 | +2   |
| 4    | Fanja ClubP         | 25  | 18 | 7  | 4  | 7 | 25 | 21 | +4   |
| 5    | Sur Club            | 23  | 18 | 4  | 11 | 3 | 17 | 14 | +3   |
| 6    | Sohar Club          | 22  | 18 | 6  | 4  | 8 | 23 | 24 | -1   |
| 7    | Al Oruba Sur        | 22  | 18 | 5  | 7  | 6 | 19 | 20 | -1   |
| 8    | Al-Seeb Sports Club | 21  | 18 | 6  | 3  | 9 | 22 | 27 | -5   |
| 9    | Oman Club           | 20  | 18 | 5  | 5  | 8 | 14 | 22 | -8   |
| 10   | Al-Ittihad Club     | 19  | 18 | 4  | 7  | 7 | 21 | 29 | -8   |

|  | Qualification pour la Coupe du golfe des clubs champions 2001        |
|  | Relégation directe en deuxième division                              |
|  | T : Tenant du titre C : Vainqueur de la Coupe d'Oman P : Promu de D2 |

## Bilan de la saison
| Championnat d'Oman de football 1998-1999                        |                        |
| Champion                                                        | Dhofar Club (7e titre) |
| Coupes et trophées                                              |                        |
| Vainqueur de la Coupe d'Oman 1998-1999                          | Dhofar Club            |
| Qualifications continentales                                    |                        |
| Coupe d'Asie des clubs champions 2000-2001                      | Aucun                  |
| Coupe des Coupes 1999-2000                                      | Aucun                  |
| Coupe du golfe des clubs champions 2001                         | Dhofar Club            |
| Promotions et relégations                                       |                        |
| Promus en Oman League                                           | Ruwi FC                |
| Promus en Oman League                                           | Boshar Club            |
| Relégués en Championnat d'Oman de football de deuxième division | Oman Club              |
| Relégués en Championnat d'Oman de football de deuxième division | Al-Ittihad Club        |